# Лобанов, Леонид Михайлович
Леонид Михайлович Лобанов (род. 29 сентября 1940, г. Саратов, РСФСР) — советский и украинский учёный в области сварочных процессов, материаловедения, доктор технических наук, академик НАН Украины.

## Биография
Леонид Михайлович родился 29 сентября 1940 года в Саратове.
В 1962 г. окончил факультет промышленного и гражданского строительства Киевского инженерно-строительного института. 1968 — вечернее отделение механико-математического факультета Киевского государственного университета им. Т. Г. Шевченко.
С 1963 года работает в Институте электросварки АН УССР
Кандидатскую диссертацию Леонид Михайлович защитил в 1969 г., в 1984 г. получил ученую степень доктора технических наук. В 1991 г. получил звание профессора
С 1985 г. — заведующий отделом оптимизации сварных конструкций новой техники и заместитель директора по научной работе Института электросварки им. Е. О. Патона.
В 1997 году избран академиком НАН Украины.

## Направления научной деятельности
Научная деятельность Лобанова связана с изучением поведения материалов при сварке, разработкой методов исследования и регулирования сварочных напряжений и деформаций, созданием высокоэффективных сварных конструкций новой техники, методов и средств их диагностики.
Леонид Лобанов является автором более 700 научных работ, в том числе 6 монографий, более 80 свидетельств об изобретениях и патентов.

## Награды
- 1981 г. — Премия Совета Министров СССР;
- 1982 г. — Орден «Знак Почёта»;
- 1994 г. — Государственная премия Украины в области науки и техники;
- 1997 — Орден «За заслуги» III степени;
- 1997 года — Медаль Ю. В. Кондратюка за участие в космической деятельности;
- 2004 г. — Премия им. Е. О. Патона;
- 2004 г. — Заслуженный деятель науки и техники Украины;
- 2007 — Медаль НАН Украины «За научные достижения»;
- 2009 — Орден «За заслуги» II степени;
- 2013 — Орден «За заслуги» I степени;
- 2018 — Орден князя Ярослава Мудрого V степени[3].